# Gebäude Kapitän-Alexander-Straße 34–40

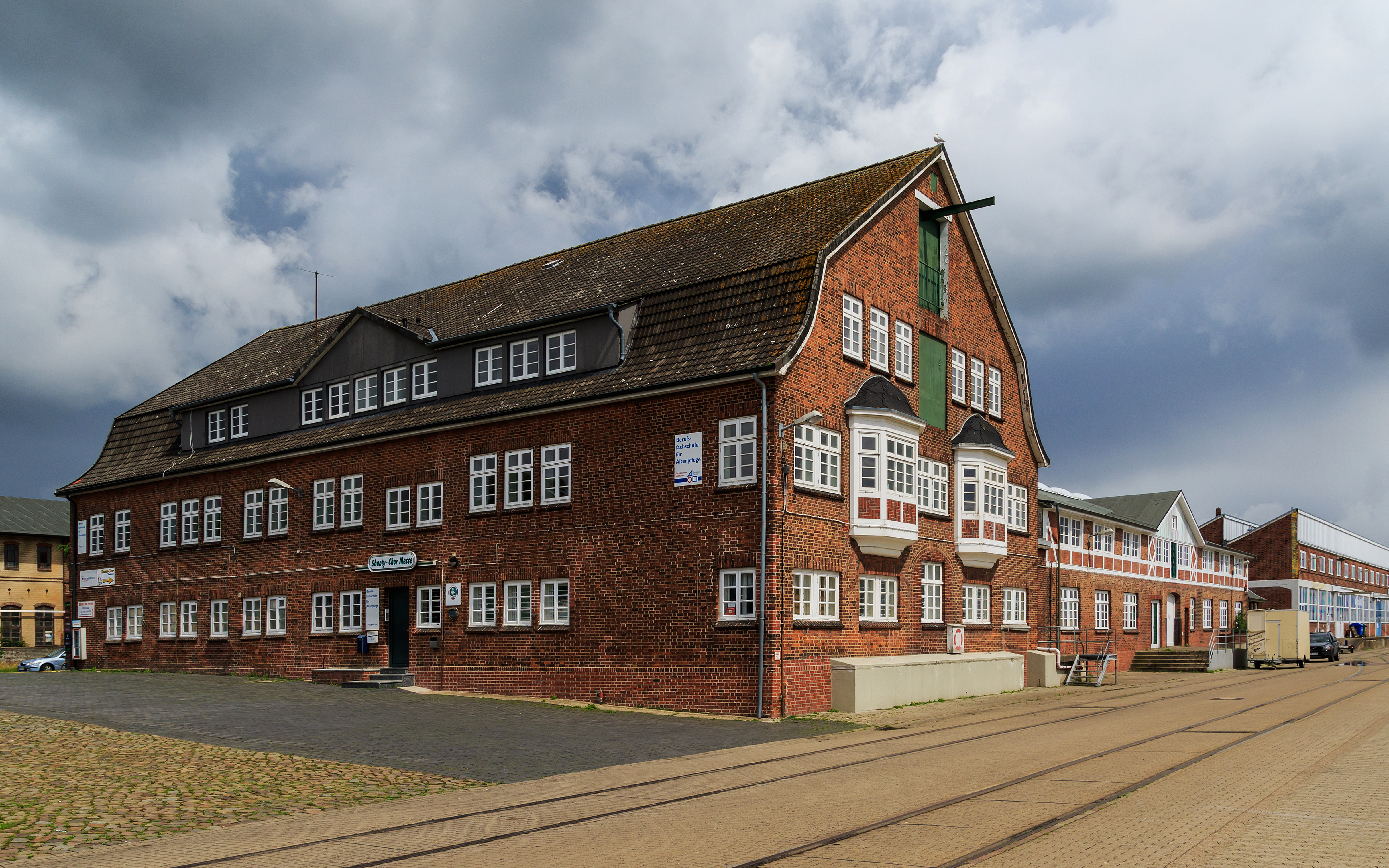
Verwaltungsgebäude, dahinter die ehem. Netzhalle

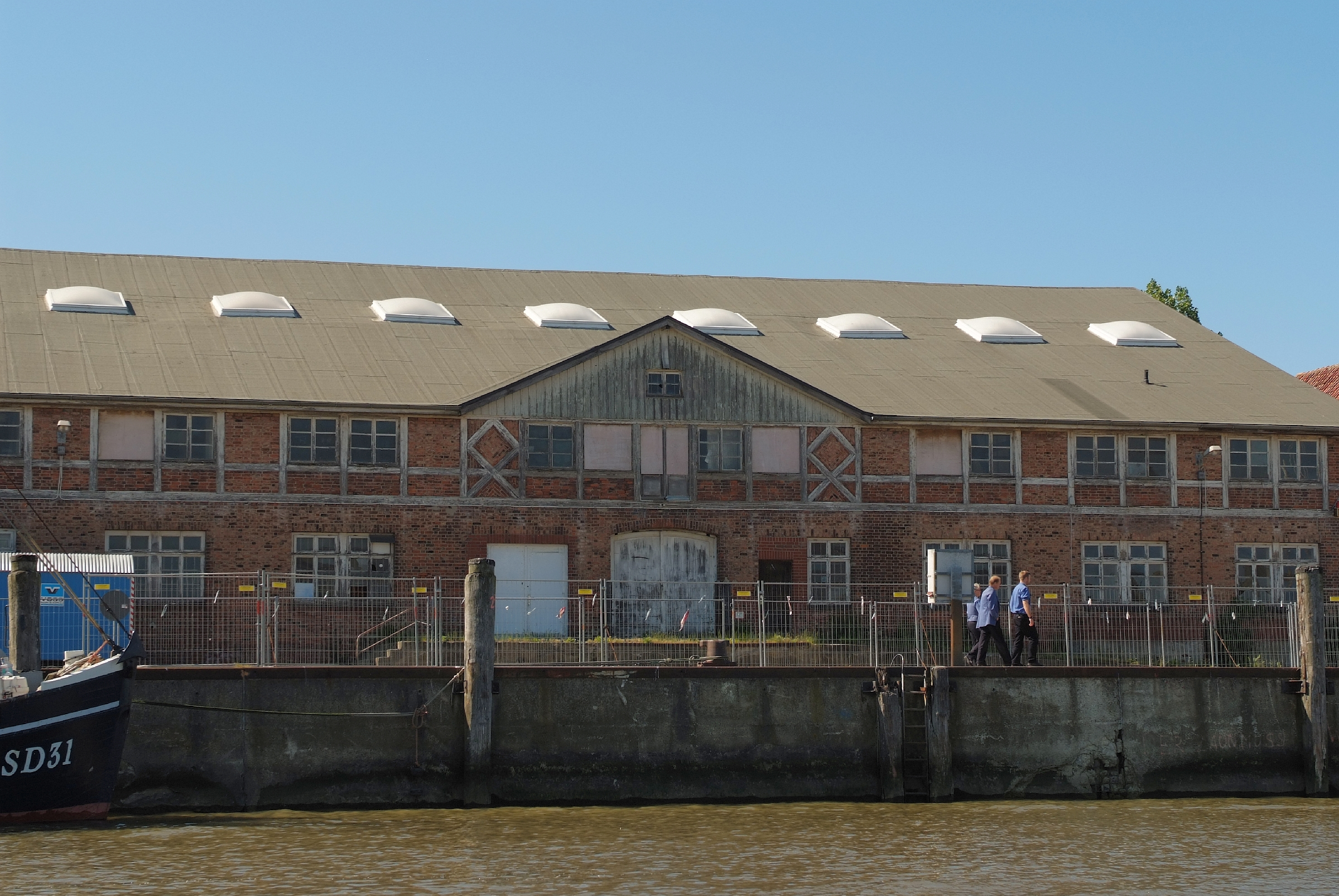
Netzhalle am Alten Fischereihafen

Die Gebäude Kapitän-Alexander-Straße 34–40 mit der Netzhalle in Cuxhaven am Nordseekai im Fischereihafenquartier am Alten Fischereihafen stehen seit 1988 unter Denkmalschutz und sind in der Liste der Baudenkmale in Cuxhaven enthalten.

## Geschichte
Das zweigeschossige verklinkerte Gebäude von 1920, der frühere Speicher und ehem. Verwaltungsgebäude der Nordsee-Reederei, mit seinem markanten Giebel mit den beiden Erkern und den beiden oberen Speicherluken und dem Kranbalken sowie dem Mansarddach wurde für die 1908 gegründete Cuxhavener Hochseefischerei AG gebaut. Daneben steht die alte denkmalgeschützte zweigeschossige ehemalige Netzhalle, die umgenutzt werden soll, wobei die Holzkonstruktion erhalten bleiben muss.
Das heutige Verwaltungsgebäude gehört Niedersachsen Ports (NPorts). Es befinden sich hier die Berufsschule für Pflege der Paritätischen Cuxhaven und der Chanty-Chor in der Messe.
Weitere Baudenkmale im Fischhafen sind u. a.:
der Alte Fischereihafen mit dem Nordsee-, Duge- und Meinkenkai, das Magazingebäude Kapitän-Alexander-Straße 31 sowie als Gruppe die Fischhalle VI, Fischhalle IV und Fischhalle V. 

Der Förderverein Schifffahrtsgeschichte Cuxhaven setzt sich für den Erhalt der Anlagen ein und wollte die Netzhalle pachten und nutzen.